# زبان خمر
زبان خِمِر یکی از اصلی‌ترین زبان‌های آستروآسیایی است.
این زبان به‌طور چشمگیری از مذاهب هندو و بودایی و در نتیجه زبان‌های پالی و سانسکریت تأثیر پذیرفته است. در ضمن به دلیل نزدیکی جغرافیایی این زبان بر زبان‌های تای و لائوسی نیز تأثیر گذاشته است و از آن‌ها تأثیر پذیرفته است. با این حال خمر به نوعی با سایر زبان‌های منطقه مانند تای، لائوسی و ویتنامی متفاوت است. علت آن نیز اینست که از زبان‌های نواختی یا آهنگین نیست.
زبان خمر بیشتر در کشورهایی چون کامبوج، ویتنام، تایلند، ایالات متحده، فرانسه و استرالیا صحبت می‌شود و بیش از ۲۰ میلیون گویشور دارد که از این تعداد بیش از نیمی از آن‌ها از کامبوج هستند.
خمر، زبان رسمی کشور کامبوج است.

## منبع
1. ↑  Nordhoff, Sebastian; Hammarström, Harald; Forkel, Robert; Haspelmath, Martin, eds. (2013). "خمریک". Glottolog 2.2. Leipzig: Max Planck Institute for Evolutionary Anthropology. {{cite book}}: Invalid |display-editors=4 (help)